# Liste der deutschen Botschafter in Burundi
Die Liste der deutschen Botschafter in Burundi enthält die Botschafter der Bundesrepublik Deutschland in Burundi. Sitz der Botschaft ist in Bujumbura.
| Name                       | Amtszeit  |
| -------------------------- | --------- |
| Carl-Heinz Rouette         | 1964–1968 |
| Franz Obermaier            | 1968–1970 |
| Erwin Freiherr von Schacky | 1971–1973 |
| Thomas Trömel              | 1973–1978 |
| Wolfdietrich Vogel         | 1978–1980 |
| Otto Wallner               | 1980–1984 |
| Irene Gründer              | 1984–1987 |
| Karl Flittner              | 1987–1991 |
| Harald Braun               | 1991–1992 |
| Walter Leuchs              | 1992–1996 |
| Bernd Morast               | 1996–1999 |
| Schließung der Botschaft   |           |
| Joseph Weiß                | 2008–2011 |
| Bruno Brommer              | 2011–2016 |
| Thomas Strieder            | 2016–2018 |
| Michael Häusler            | 2018–2019 |
| Dieter Reinl               | 2019–2023 |
| Carsten Hölscher           | seit 2023 |